# Terpnomyia nitens
Terpnomyia nitens är en tvåvingeart som beskrevs av Friedrich Georg Hendel 1909. Terpnomyia nitens ingår i släktet Terpnomyia och familjen fläckflugor.
Artens utbredningsområde är Bolivia. Inga underarter finns listade i Catalogue of Life.